# Croft and Yarpole
Croft and Yarpole est une paroisse civile du Herefordshire, en Angleterre.